# Jill Craybas
 (décembre 2014).
Jill Craybas (née le 4 juillet 1974 à Providence, Rhode Island) est une joueuse de tennis américaine, professionnelle entre juin 1996 et août 2013.
Elle a remporté un titre en simple et cinq en double dames sur le circuit WTA.

## Biographie
Avant de commencer sa carrière professionnelle en 1996, Jill Craybas obtient un diplôme à l'Université de Floride à Gainesville. En 1996, elle fut championne en simple du NCAA. Elle étudia en communication et elle affirma lors d’interview qu’elle souhaiterait travailler dans l’industrie du film ou de la télévision après sa carrière tennistique. Entraînée par Michael Daly, Craybas a remporté un titre WTA à l’Open du Japon à Tokyo en battant en finale Silvija Talaja en trois sets. Lors de la saison 2006, elle participa aux quarts de finale du tournoi de Hobart où elle fut vaincue par l’Italienne Mara Santangelo en trois sets. Elle a atteint les demi-finales du tournoi Tier III de Memphis dans le Tennessee aux États-Unis et le quatrième tour au tournoi Tier I de Miami. Elle participa également à un quart de finale au tournoi de Stanford.
Craybas a vaincu (6-3, 7-6) en 2005 la joueuse américaine Serena Williams au troisième tour de Wimbledon avant de perdre (0-6, 2-6) face à Venus Williams.
En mars 2006, Craybas remporta (5-7, 6-3, 5-7) la victoire face à la joueuse belge Kim Clijsters au second tour de l'Open de Miami alors que celle-ci venait défendre son titre. La fin 2006 fut moins brillante et la joueuse fut rapidement éliminée au premier tour.
Elle débuta 2007 en atteignant la demi-finale du tournoi d’Auckland en Nouvelle-Zélande, où elle perdit (3-6, 5-7) face à la joueuse russe Vera Zvonareva. Elle participa aux qualifications du tournoi Tier II de Sydney mais fut vaincue par la Russe Vera Dushevina en trois sets (6-1, 3-6, 6-1). À l’Open d’Australie, elle fut éliminée au premier tour par Nicole Vaidišová en trois sets (6-4, 5-7, 6-1). Elle remporta (2-6, 6-3, 6-3) ensuite le tournoi ITF de Midland face à la joueuse américaine Laura Granville.
Début 2008, Jill Craybas atteignit la finale de l'Open de Pattaya en Thaïlande avant d’être battue par Agnieszka Radwańska (6-2, 1-6, 7-64). Avant la finale, elle remporta ses matchs face à Olga Savchuk (6-1, 6-1), Renata Voráčová (2-6, 6-1, 6-3), Andreja Klepač (6-4, 6-4) et Akgul Amanmuradova (6-4, 6-0). Cela lui permit de passer de la 77e à la 60e place du classement WTA. Elle participa par la suite au simple dames des J.O de Pékin, où elle perdit au premier tour (6-2, 6-3) face à la Suissesse Patty Schnyder.

## Palmarès

### Titre en simple dames
| No | Date       | Nom et lieu du tournoi | Catégorie | Dotation  | Surface    | Finaliste      | Score         |          |
| -- | ---------- | ---------------------- | --------- | --------- | ---------- | -------------- | ------------- | -------- |
| 1  | 30-09-2002 | AIG Japan Open, Tokyo  | Tier III  | 170 000 $ | Dur (ext.) | Silvija Talaja | 2-6, 6-4, 6-4 | Parcours |

### Finale en simple dames
| No | Date       | Nom et lieu du tournoi | Catégorie | Dotation  | Surface    | Vainqueure          | Score          |          |
| -- | ---------- | ---------------------- | --------- | --------- | ---------- | ------------------- | -------------- | -------- |
| 1  | 04-02-2008 | Women's Open, Pattaya  | Tier IV   | 170 000 $ | Dur (ext.) | Agnieszka Radwańska | 6-2, 1-6, 7-64 | Parcours |

### Titres en double dames
| No | Date       | Nom et lieu du tournoi                | Catégorie | Dotation  | Surface      | Partenaire          | Finalistes                               | Score            |          |
| -- | ---------- | ------------------------------------- | --------- | --------- | ------------ | ------------------- | ---------------------------------------- | ---------------- | -------- |
| 1  | 19-05-2003 | Open de España 2012 Madrid            | Tier III  | 170 000 $ | Terre (ext.) | Liezel Huber        | Rita Grande Angelique Widjaja            | 6-4, 7-66        | Parcours |
| 2  | 16-08-2004 | Western & Southern Open Cincinnati    | Tier III  | 170 000 $ | Dur (ext.)   | Marlene Weingärtner | Emmanuelle Gagliardi Anna-Lena Grönefeld | 7-5, 7-62        | Parcours |
| 3  | 19-05-2008 | Istanbul Cup Istanbul                 | Tier III  | 200 000 $ | Terre (ext.) | Olga Govortsova     | Marina Erakovic Polona Hercog            | 6-1, 6-2         | Parcours |
| 4  | 29-09-2008 | AIG Japan Open Tokyo                  | Tier III  | 175 000 $ | Dur (ext.)   | Marina Erakovic     | Ayumi Morita Aiko Nakamura               | 4-6, 7-5, [10-6] | Parcours |
| 5  | 11-06-2012 | Nürnberger Gastein Ladies Bad Gastein | Intern'l  | 220 000 $ | Terre (ext.) | Julia Görges        | Anna-Lena Grönefeld Petra Martić         | 6-74, 6-4, 11-9  | Parcours |

### Finales en double dames
| No | Date       | Nom et lieu du tournoi                 | Catégorie | Dotation  | Surface         | Vainqueures                         | Partenaire          | Score            |          |
| -- | ---------- | -------------------------------------- | --------- | --------- | --------------- | ----------------------------------- | ------------------- | ---------------- | -------- |
| 1  | 25-10-2004 | SEAT Open Luxembourg                   | Tier III  | 225 000 $ | Dur (int.)      | Virginia Ruano Pascual Paola Suárez | Marlene Weingärtner | 6-1, 6-71, 6-3   | Parcours |
| 2  | 26-09-2005 | Korea Tennis Championships Séoul       | Tier IV   | 140 000 $ | Dur (ext.)      | Chan Yung-jan Chuang Chia-jung      | Natalie Grandin     | 6-2, 6-4         | Parcours |
| 3  | 09-01-2006 | Moorilla International Hobart          | Tier IV   | 145 000 $ | Dur (ext.)      | Émilie Loit Nicole Pratt            | Jelena Kostanić     | 6-2, 6-1         | Parcours |
| 4  | 12-06-2006 | DFS Classic Birmingham                 | Tier III  | 200 000 $ | Gazon (ext.)    | Jelena Janković Li Na               | Liezel Huber        | 6-2, 6-4         | Parcours |
| 5  | 30-10-2006 | Challenge Bell Québec                  | Tier III  | 175 000 $ | Moquette (int.) | Laura Granville Carly Gullickson    | Alina Jidkova       | 6-3, 6-4         | Parcours |
| 6  | 10-09-2007 | C. Bank Tennis Classic Bali            | Tier III  | 225 000 $ | Dur (ext.)      | Ji Chunmei Sun Shengnan             | Natalie Grandin     | 6-3, 6-2         | Parcours |
| 7  | 28-04-2008 | ECM Open Prague                        | Tier IV   | 145 000 $ | Terre (ext.)    | Andrea Hlaváčková Lucie Hradecká    | Michaëlla Krajicek  | 1-6, 6-3, [10-6] | Parcours |
| 8  | 27-10-2008 | Challenge Bell Québec                  | Tier III  | 175 000 $ | Moquette (int.) | Anna-Lena Grönefeld Vania King      | Tamarine Tanasugarn | 7-63, 6-4        | Parcours |
| 9  | 12-07-2010 | XXIII Internazionali Femminili Palerme | Intern'l  | 220 000 $ | Terre (ext.)    | Alberta Brianti Sara Errani         | Julia Görges        | 6-4, 6-1         | Parcours |

## Parcours en Grand Chelem

### En simple dames
| Année | Open d'Australie | Open d'Australie   | Internationaux de France | Internationaux de France | Wimbledon       | Wimbledon          | US Open         | US Open              |
| ----- | ---------------- | ------------------ | ------------------------ | ------------------------ | --------------- | ------------------ | --------------- | -------------------- |
| 1996  | -                | -                  | -                        | -                        | -               | -                  | 1er tour (1/64) | Alexandra Fusai      |
| 1998  | -                | -                  | -                        | -                        | -               | -                  | 1er tour (1/64) | Miho Saeki           |
| 1999  | 1er tour (1/64)  | Anna Kournikova    | -                        | -                        | -               | -                  | 1er tour (1/64) | Anne Kremer          |
| 2000  | -                | -                  | -                        | -                        | -               | -                  | 1er tour (1/64) | Patty Schnyder       |
| 2001  | 1er tour (1/64)  | Virginia Ruano     | 2e tour (1/32)           | Rachel McQuillan         | 1er tour (1/64) | Elena Likhovtseva  | 1er tour (1/64) | Lina Krasnoroutskaïa |
| 2002  | 2e tour (1/32)   | Lisa Raymond       | 1er tour (1/64)          | Angelique Widjaja        | 2e tour (1/32)  | Maureen Drake      | 1er tour (1/64) | Chanda Rubin         |
| 2003  | 1er tour (1/64)  | Virginie Razzano   | 1er tour (1/64)          | Lina Krasnoroutskaïa     | 1er tour (1/64) | Serena Williams    | 1er tour (1/64) | Nicole Pratt         |
| 2004  | 3e tour (1/16)   | Fabiola Zuluaga    | 1er tour (1/64)          | Anabel Medina            | 2e tour (1/32)  | Magdalena Maleeva  | 2e tour (1/32)  | Shinobu Asagoe       |
| 2005  | 1er tour (1/64)  | Vera Dushevina     | 1er tour (1/64)          | Flavia Pennetta          | 4e tour (1/8)   | Venus Williams     | 2e tour (1/32)  | Anna Chakvetadze     |
| 2006  | 1er tour (1/64)  | Jelena Janković    | 1er tour (1/64)          | Anastasiya Yakimova      | 1er tour (1/64) | Dinara Safina      | 2e tour (1/32)  | Vera Zvonareva       |
| 2007  | 1er tour (1/64)  | Nicole Vaidišová   | 2e tour (1/32)           | Maria Sharapova          | 1er tour (1/64) | Alona Bondarenko   | 1er tour (1/64) | Petra Cetkovská      |
| 2008  | 2e tour (1/32)   | Elena Vesnina      | 1er tour (1/64)          | Francesca Schiavone      | 1er tour (1/64) | Marta Domachowska  | 1er tour (1/64) | Dominika Cibulková   |
| 2009  | 1er tour (1/64)  | Mathilde Johansson | 2e tour (1/32)           | Caroline Wozniacki       | 2e tour (1/32)  | Virginie Razzano   | 2e tour (1/32)  | Elena Vesnina        |
| 2010  | 1er tour (1/64)  | Petra Kvitová      | 2e tour (1/32)           | Anastasia Pavlyuchenkova | 1er tour (1/64) | Alberta Brianti    | 1er tour (1/64) | Yvonne Meusburger    |
| 2011  | 1er tour (1/64)  | Andrea Petkovic    | 2e tour (1/32)           | Chan Yung-jan            | 1er tour (1/64) | Alexandra Dulgheru | 1er tour (1/64) | Madison Keys         |

à droite du résultat, l’ultime adversaire.

### En double dames
| Année | Open d'Australie              | Open d'Australie          | Internationaux de France       | Internationaux de France    | Wimbledon                      | Wimbledon                  | US Open                       | US Open                     |
| ----- | ----------------------------- | ------------------------- | ------------------------------ | --------------------------- | ------------------------------ | -------------------------- | ----------------------------- | --------------------------- |
| 1998  | -                             | -                         | -                              | -                           | -                              | -                          | 1er tour (1/32) Tara Snyder   | A. Kournikova L. Neiland    |
| 2003  | -                             | -                         | -                              | -                           | 2e tour (1/16) Vanessa Webb    | L. Davenport Lisa Raymond  | 1er tour (1/32) C. Granados   | S. Kuznetsova Navrátilová   |
| 2004  | 1er tour (1/32) C. Granados   | J. Hopkins Janet Lee      | 1/4 de finale Weingärtner      | S. Kuznetsova Likhovtseva   | 1er tour (1/32) Weingärtner    | Navrátilová Lisa Raymond   | 2e tour (1/16) Weingärtner    | T. Garbin Tina Križan       |
| 2005  | 1er tour (1/32) Weingärtner   | T. Garbin Tina Križan     | 1er tour (1/32) Weingärtner    | Silvia Farina F. Pennetta   | 1er tour (1/32) Weingärtner    | V. Dushevina Shahar Peer   | 2e tour (1/16) Meilen Tu      | Cara Black Rennae Stubbs    |
| 2006  | 2e tour (1/16) Meilen Tu      | V. Ruano Paola Suárez     | 1er tour (1/32) J. Kostanić    | An. Rodionova Andreea Vanc  | 1er tour (1/32) J. Kostanić    | J. Husárová V. Zvonareva   | 2e tour (1/16) C. Castaño     | Cara Black Rennae Stubbs    |
| 2007  | 2e tour (1/16) C. Castaño     | E. Daniilídou Jasmin Wöhr | 1er tour (1/32) Y. Shvedova    | E. Daniilídou Jasmin Wöhr   | 3e tour (1/8) L. Granville     | Cara Black Liezel Huber    | 1er tour (1/32) L. Granville  | Cara Black Liezel Huber     |
| 2008  | 1er tour (1/32) L. Osterloh   | J. Husárová F. Pennetta   | 1er tour (1/32) C. Wozniacki   | K. Srebotnik Ai Sugiyama    | 1er tour (1/32) C. Wozniacki   | M. Kirilenko F. Pennetta   | 1er tour (1/32) O. Govortsova | Elena Vesnina V. Zvonareva  |
| 2009  | 1er tour (1/32) T. Tanasugarn | A. Radwańska U. Radwańska | 2e tour (1/16) C. Gullickson   | M. Kirilenko F. Pennetta    | 1er tour (1/32) C. Gullickson  | Chuang Ch-j. Sania Mirza   | 1er tour (1/32) Sarah Borwell | Camille Pin Carla Suárez    |
| 2010  | 1er tour (1/32) A. Spears     | Sally Peers Laura Robson  | 1er tour (1/32) Pavlyuchenkova | A. Brianti A. Dulgheru      | 1er tour (1/32) M. Erakovic    | Květa Peschke K. Srebotnik | 1er tour (1/32) S. Stephens   | Jamie Hampton Melanie Oudin |
| 2011  | 2e tour (1/16) Olga Savchuk   | Gisela Dulko F. Pennetta  | 1er tour (1/32) Gréta Arn      | M.J. Martínez Anabel Medina | 1er tour (1/32) Chang Kai-chen | Ana Ivanović A. Petkovic   | -                             | -                           |
| 2012  | 2e tour (1/16) D. Cibulková   | J. Gajdošová B. Mattek    | -                              | -                           | 1er tour (1/32) Julia Görges   | A. Klepač An. Rodionova    | 2e tour (1/16) C. Scheepers   | Sara Errani Roberta Vinci   |
| 2013  | 2e tour (1/16) C. Scheepers   | Sara Errani Roberta Vinci | 1er tour (1/32) R. Oprandi     | Julie Coin P. Parmentier    | -                              | -                          | 2e tour (1/16) C. Vandeweghe  | Pavlyuchenkova L. Šafářová  |

sous le résultat, la partenaire ; à droite, l’ultime équipe adverse.

### En double mixte
| Année | Open d'Australie | Open d'Australie | Internationaux de France | Internationaux de France | Wimbledon                    | Wimbledon                  | US Open                       | US Open                    |
| ----- | ---------------- | ---------------- | ------------------------ | ------------------------ | ---------------------------- | -------------------------- | ----------------------------- | -------------------------- |
| 2005  | -                | -                | -                        | -                        | -                            | -                          | 1er tour (1/16) Jeff Morrison | C. Morariu Mike Bryan      |
| 2006  | -                | -                | -                        | -                        | 2e tour (1/16) Fyrstenberg   | Květa Peschke Martin Damm  | 1er tour (1/16) S. Jenkins    | V. Ruano Martín García     |
| 2007  | -                | -                | -                        | -                        | -                            | -                          | 1er tour (1/16) B. Reynolds   | Paola Suárez Kevin Ullyett |
| 2008  | -                | -                | -                        | -                        | 2e tour (1/16) Wesley Moodie | Chuang Ch-j. Daniel Nestor | 1/2 finale Eric Butorac       | Liezel Huber Jamie Murray  |
| 2009  | -                | -                | -                        | -                        | 1er tour (1/32) Jeff Coetzee | G. Voskoboeva J-J. Rojer   | 2e tour (1/8) Eric Butorac    | Liezel Huber M. Bhupathi   |
| 2010  | -                | -                | -                        | -                        | -                            | -                          | 1er tour (1/16) M. Russell    | Y. Shvedova Julian Knowle  |

sous le résultat, le partenaire ; à droite, l’ultime équipe adverse.

## Parcours en «Premier Mandatory» et «Premier 5»
Découlant d'une réforme du circuit WTA inaugurée en 2009, les tournois WTA « Premier Mandatory » et « Premier 5 » constituent les catégories d'épreuves les plus prestigieuses, après les quatre levées du Grand Chelem.

### En simple dames
| Année |              | Premier Mandatory           | Premier Mandatory               | Premier Mandatory                 | Premier Mandatory |       | Premier 5 | Premier 5 | Premier 5                  | Premier 5 | Premier 5                     | Premier 5 | Premier 5                     |
| Année | Indian Wells | Miami                       | Madrid                          | Pékin                             |                   | Dubaï | Rome      | Canada    | Cincinnati                 |           | Tokyo                         |           |                               |
| Année | Indian Wells | Miami                       | Madrid                          | Pékin                             |                   | Doha  | Rome      | Canada    | Cincinnati                 |           | Wuhan                         |           |                               |
| Année | Indian Wells | Miami                       | Madrid                          | Pékin                             |                   |       | Rome      | Canada    | Cincinnati                 |           |                               |           |                               |
| 2009  |              | 4e tour (1/8) D. Safina     | 1er tour (1/64) A.-L. Grönefeld |                                   |                   |       |           |           | 1er tour (1/32) E. Vesnina |           |                               |           | 1er tour (1/32) D. Hantuchová |
| 2010  |              | 3e tour (1/16) M. Bartoli   | 1er tour (1/64) J. Henin        |                                   |                   |       |           |           |                            |           |                               |           |                               |
| 2011  |              | 1er tour (1/64) A. Szávay   |                                 |                                   |                   |       |           |           |                            |           | 1er tour (1/32) S. Kuznetsova |           | 1er tour (1/32) Peng S.       |
| 2012  |              | 1er tour (1/64) M. Barthel  |                                 | 1er tour (1/32) A. Pavlyuchenkova |                   |       |           |           |                            |           |                               |           |                               |
| 2013  |              | 1er tour (1/64) M. Burdette |                                 |                                   |                   |       |           |           |                            |           |                               |           |                               |

Sous le résultat, l’ultime adversaire.

### En double dames
N.B. : le nom de la partenaire se trouve sous le résultat ; le nom des ultimes adversaires se trouve à droite.

## Parcours aux Jeux olympiques

### En simple dames
| # | Date       | Nom de l'olympiade         | Surface    | Résultat        | Ultime adversaire | Score    |          |
| - | ---------- | -------------------------- | ---------- | --------------- | ----------------- | -------- | -------- |
| 1 | 11/08/2008 | Olympic Tennis Event Pékin | Dur (ext.) | 1er tour (1/32) | Patty Schnyder    | 6-3, 6-2 | Parcours |

## Parcours en Fed Cup
| #                                                                      | Date       | Lieu      | Surface      | Gagnante(s)                      | Perdante(s)                      | Score         |          |
|                                                                        |            |           |              |                                  |                                  |               |          |
| 2004 - 1/4 de finale (groupe mondial) - Autriche - États-Unis - 4 : 1  |            |           |              |                                  |                                  |               |          |
| 1                                                                      | 10/07/2004 | Innsbruck | Terre (ext.) | Barbara Schett Patricia Wartusch | Jill Craybas Martina Navrátilová | 6-3, 0-6, 6-3 | Parcours |
|                                                                        |            |           |              |                                  |                                  |               |          |
| 2005 - 1/2 finale (groupe mondial) - Russie - États-Unis - 4 : 1       |            |           |              |                                  |                                  |               |          |
| 2                                                                      | 09/07/2005 | Moscou    | Terre (int.) | Anastasia Myskina                | Jill Craybas                     | 6-2, 6-4      | Parcours |
|                                                                        |            |           |              |                                  |                                  |               |          |
| 2006 - 1/4 de finale (groupe mondial) - Allemagne - États-Unis - 2 : 3 |            |           |              |                                  |                                  |               |          |
| 3                                                                      | 22/04/2006 | Ettenheim | Terre (ext.) | Jill Craybas                     | Julia Schruff                    | 4-6, 6-2, 7-5 | Parcours |
| 3                                                                      | 22/04/2006 | Ettenheim | Terre (ext.) | Anna-Lena Grönefeld              | Jill Craybas                     | 6-2, 7-5      | Parcours |
|                                                                        |            |           |              |                                  |                                  |               |          |
| 2006 - 1/2 finale (groupe mondial) - Belgique - États-Unis - 4 : 1     |            |           |              |                                  |                                  |               |          |
| 4                                                                      | 15/07/2006 | Ostende   | Dur (int.)   | Kirsten Flipkens                 | Jill Craybas                     | 5-7, 6-2, 6-4 | Parcours |
| 4                                                                      | 15/07/2006 | Ostende   | Dur (int.)   | Jill Craybas Vania King          | Leslie Butkiewicz Caroline Maes  | 6-1, 6-2      | Parcours |
|                                                                        |            |           |              |                                  |                                  |               |          |
| 2009 - 1/4 de finale (groupe mondial) - États-Unis - Argentine - 3 : 2 |            |           |              |                                  |                                  |               |          |
| 5                                                                      | 07/02/2009 | Surprise  | Dur (ext.)   | Jill Craybas                     | Betina Jozami                    | 6-2, 6-1      | Parcours |
| 5                                                                      | 07/02/2009 | Surprise  | Dur (ext.)   | Gisela Dulko                     | Jill Craybas                     | 6-1, 6-3      | Parcours |

## Classements WTA en fin de saison

### En simple
| Année | 1992 | 1993 | 1994 | 1995 | 1996 | 1997 | 1998 | 1999 | 2000 | 2001 | 2002 | 2003 | 2004 | 2005 | 2006 | 2007 | 2008 | 2009 | 2010 | 2011 | 2012 |
| Rang  | 717  | -    | -    | -    | -    | -    | 151  | 175  | 150  | 93   | 57   | 98   | 59   | 47   | 73   | 81   | 66   | 77   | 98   | 147  | 188  |

source : (en) « Classements de Jill Craybas », sur le site officiel du WTA Tour

### En double
| Année | 1998 | 1999 | 2000 | 2001 | 2002 | 2003 | 2004 | 2005 | 2006 | 2007 | 2008 | 2009 | 2010 | 2011 | 2012 |
| Rang  | 683  | 683  | 389  | 215  | 682  | 84   | 57   | 115  | 67   | 74   | 45   | 91   | 67   | 127  | 83   |

source : (en) « Classements de Jill Craybas », sur le site officiel du WTA Tour